# André Ombredane
 (août 2021).
André Ombredane, né le 19 novembre 1898 à Parthenay et mort le 19 septembre 1958 à Suresnes, est un médecin et professeur d'université français. Il est connu pour son livre L’analyse du travail, écrit avec Jean-Marie Faverge, sur la psychologie du travail et l'ergonomie francophone.

## Biographie
Il est ancien élève de l'École normale supérieure et agrégé en philosophie en 1922. Il obtient son doctorat en médecine à Paris en 1929 en présentant une thèse intitulée « Les troubles mentaux de la sclérose en plaques », pour laquelle il obtient un prix de thèse. Il est interne en 1927-1930 à l’hôpital psychiatrique Henri Rousselle à Paris, puis est assistant de psychologie expérimentale à la Sorbonne. De 1939 à 1945, il est professeur de psychologie expérimentale à l’Université de Rio de Janeiro. Il réalise un doctorat ès-lettres en 1947 et il est nommé en 1948 professeur de psychologie à l’Université libre de Bruxelles.

## Distinctions
- 1932 : Prix Dagnan Bouveret de l’Institut de France ;
- 1939 : Prix Gegner de l’Institut de France ;
- 1952 : Membre de l’Académie des sciences coloniales.

## Publications

### Ouvrages (sélection)
- Le syndrome de désintégration phonétique dans l'aphasie. (en collaboration avec Théophile Alajouanine et Marguerite Durand). Masson, 1939.
- L'aphasie et l'élaboration de la pensée explicite. Presses universitaires de France, 1950.
- L’analyse du travail ; facteur d’économie humaine et de productivité. (en collaboration avec Jean-Marie Faverge). Paris, PUF, 1955, 236 p.
- La motivation. Le problème des besoins. Extrait du cours de psychologie. ULB, Fondation Serge Chinet, 1955-56.
- Les constitutions mentales ou le problème des composantes psychiatriques de la personnalité / extraits du cours de psychologie. 1958, 316 p.
- Structure du corps et personnalité. Presses universitaires de Bruxelles, 1959.

### Articles (sélection)
- Critique de la méthode d'investigation psychologique de Freud, Le Disque Vert 2e année, 3e Série, no 1, 1924 (Numéro spécial Sigmund Freud et la psychanalyse). p. 171-183. [lire en ligne]
- Sur le mécanisme de l’anarthrie. Journal de psychologie normale et pathologique, 1923, p. 140.
- Le langage. Revue philosophique de la France et de l’étranger, III, 1931, p. 217-271 et 424-463.